# 620フィルム

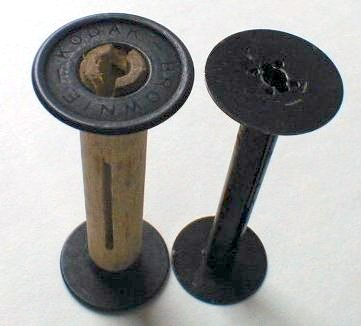
120フィルムと620フィルム、スプールの違い。620フィルムはフランジ直径が小さく、軸が細い。

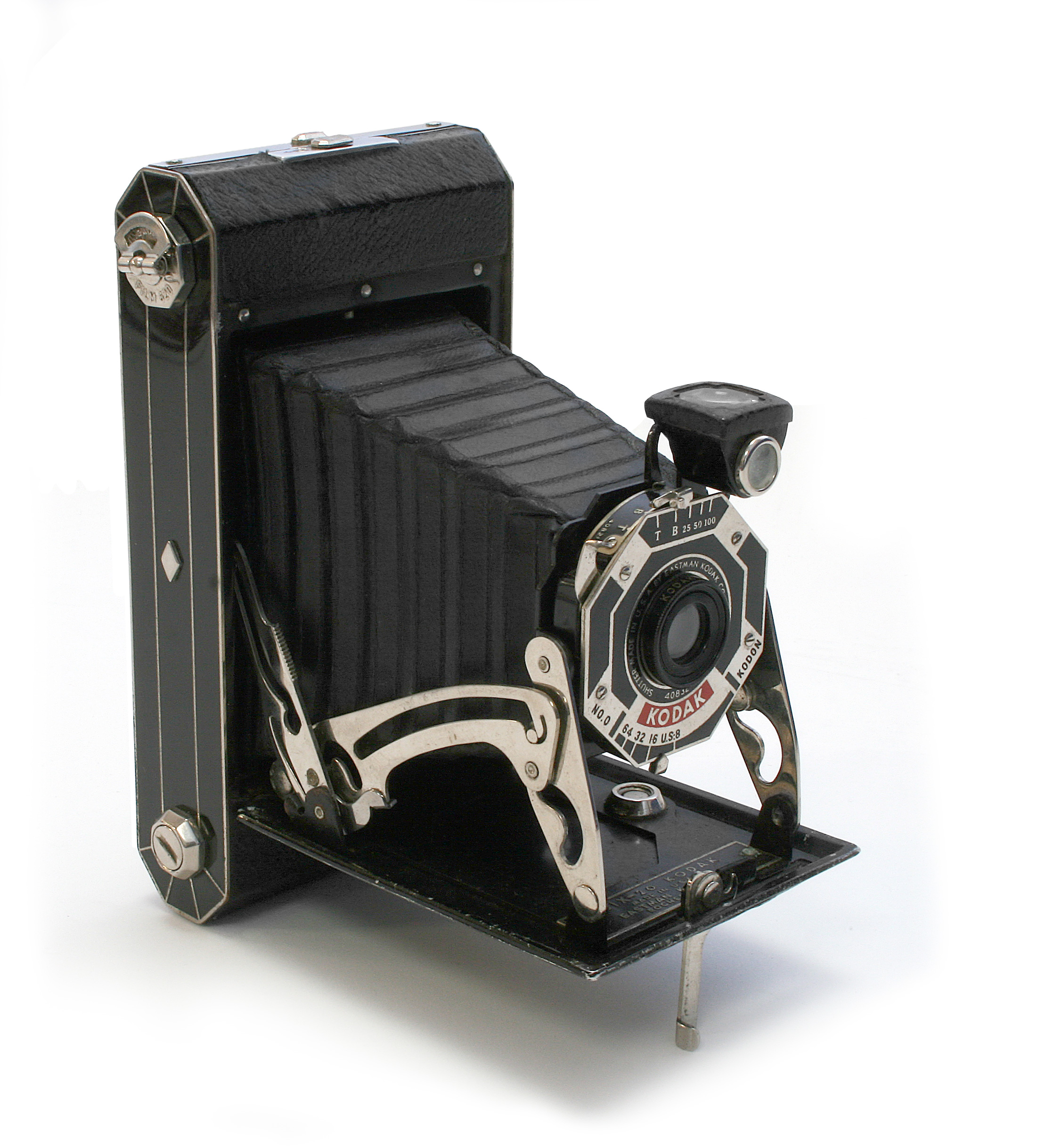
620フィルムとともに発表されたフォールディングカメラコダックシックス-20（1932年発売）。

620フィルム（ろくにいまるフィルム、英語: 620 film ）は、スチル写真用のフィルムの規格である。1932年にコダックが導入した規格であり、620とはコダック式のロールフィルム番号である。

## 概要
基本的には120フィルムと同一のロールフィルムを使用したものであるが、120フィルムと比較して使用するスプールのフランジ直径が小さく、軸が細い。画面サイズは6×9cm判（ろくきゅうばん）のカメラが多いが、中には「フィリップスボックスフラッシュ」（フィリップス、1950年発売）や「フォタックスVI」（MIOM, 1960年発売）のように6×6cm判（ろくろくばん）の正方形画面の仕様のものもある。
フィルムが生産終了となった現在、620フィルムを使う写真機を使用する場合には、120フィルムを620フィルム用のスプールに巻きなおす手法をとるのが一般的で、愛好家により巻き直されたフィルムが販売されてもいる。また120フィルムのフランジを周囲の溝に沿って爪切りなどで切り落として使用するより簡便な方法もある。
| 番号 | 幅       | フランジ直径 | 軸直径   |
| ---- | -------- | ------------ | -------- |
| 120  | 62.636mm | 25.146mm     | 11.887mm |
| 620  | 62.687mm | 22.987mm     | 7.112mm  |

## 略歴
画面サイズ6×9cm判のロールフィルムとしては、まず1897年にフォールディングカメラ「フォールディングポケットコダック」とともにコダックが発表した規格105フィルムがあり、次いで3年後の1900年、ボックスカメラ「ザ・ブローニー」とともに6×9cm判のロールフィルム117フィルムが発表されている。続いて翌1901年にボックスカメラNo.2ブローニーとともに120フィルムが発表された。なお、105フィルムならびに117フィルムは初期のロールフィルムの多くが生産終了となった1949年3月、同時に廃番となっている。
620フィルムをコダックが発表したのは1932年、同フィルムを使用するフォールディングカメラ「コダックシックス-20」と同時で、この時には同じく新規格で616フィルムと、それを使用するフォールディングカメラ「コダックシックス-16」も発表された。
1955年9月の『ポピュラーサイエンス』誌の広告記事「正しい仕事に正しいフィルムを選ぶ法」では、コダックヴェリクロームフィルム、コダカラーフィルムの項目に「116フィルム、120フィルム、127フィルム、616フィルム、828フィルムとならぶ「ポピュラーなロールフィルム」として620フィルムも列挙されている。エクタクロームフィルムの項目には120フィルムと620フィルムはスライド映写機に合うサイズがないとの理由でリバーサルフィルムがない、と書かれているものの、当時のエクタクローム現像処方「E-2」の現像キットでは4-5ロールの120フィルムと620フィルムが現像できると記述されている。
コダックは1984年5月に616フィルムの生産を終了した後も620フィルムの生産・出荷を継続。同社が620フィルムの生産を終了したのは127フィルムと同時で1995年7月であった。127フィルムと違い、この時点でコダック以外に当フィルムを製造していたメーカーはなく、この製造終了をもって歴史に幕を下ろすこととなった。

## おもなフィルム製品
いずれも生産終了品である。
- コダックヴェリクロームフィルム V620 - 白黒ネガフィルム
- コダックヴェリクロームパンフィルム VP620 - 白黒ネガフィルム
- コダカラーフィルム C620 - カラーネガフィルム
- コダカラーII C620 - カラーネガフィルム
- コダカラーX CX620 - カラーネガフィルム
- コダカラーゴールド200/620 - カラーネガフィルム
- アンスコNo.20フィルム - アグフア（現在のアグフア・ゲバルト）のフィルム

## おもな写真機

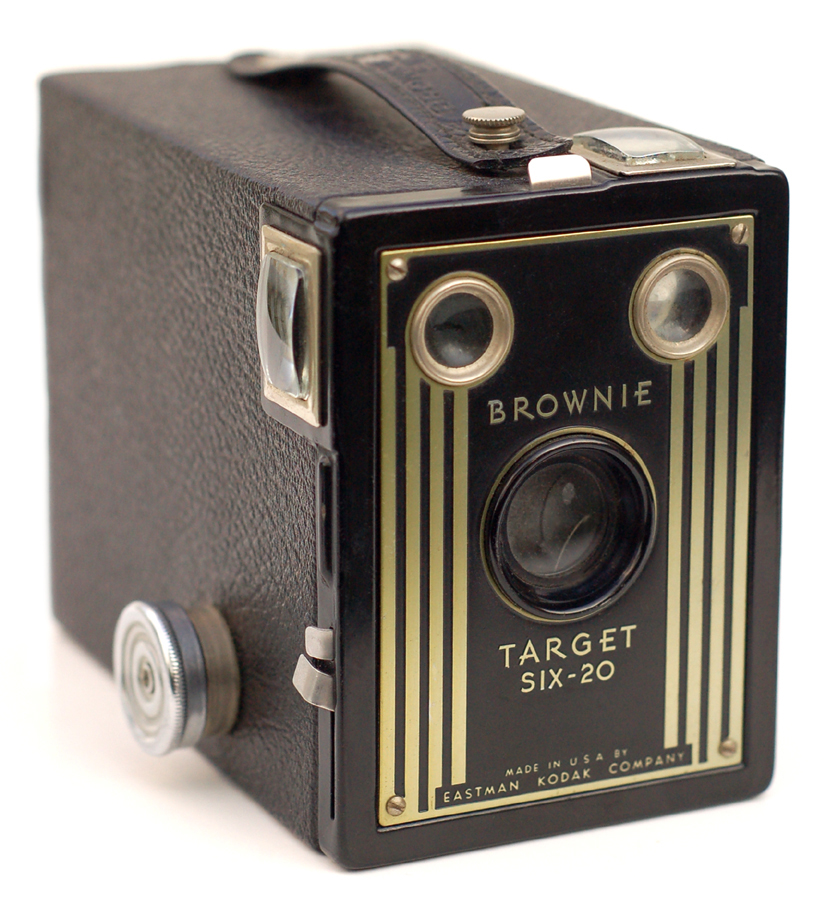
ブローニーターゲットシックス-20（1941年発売）。
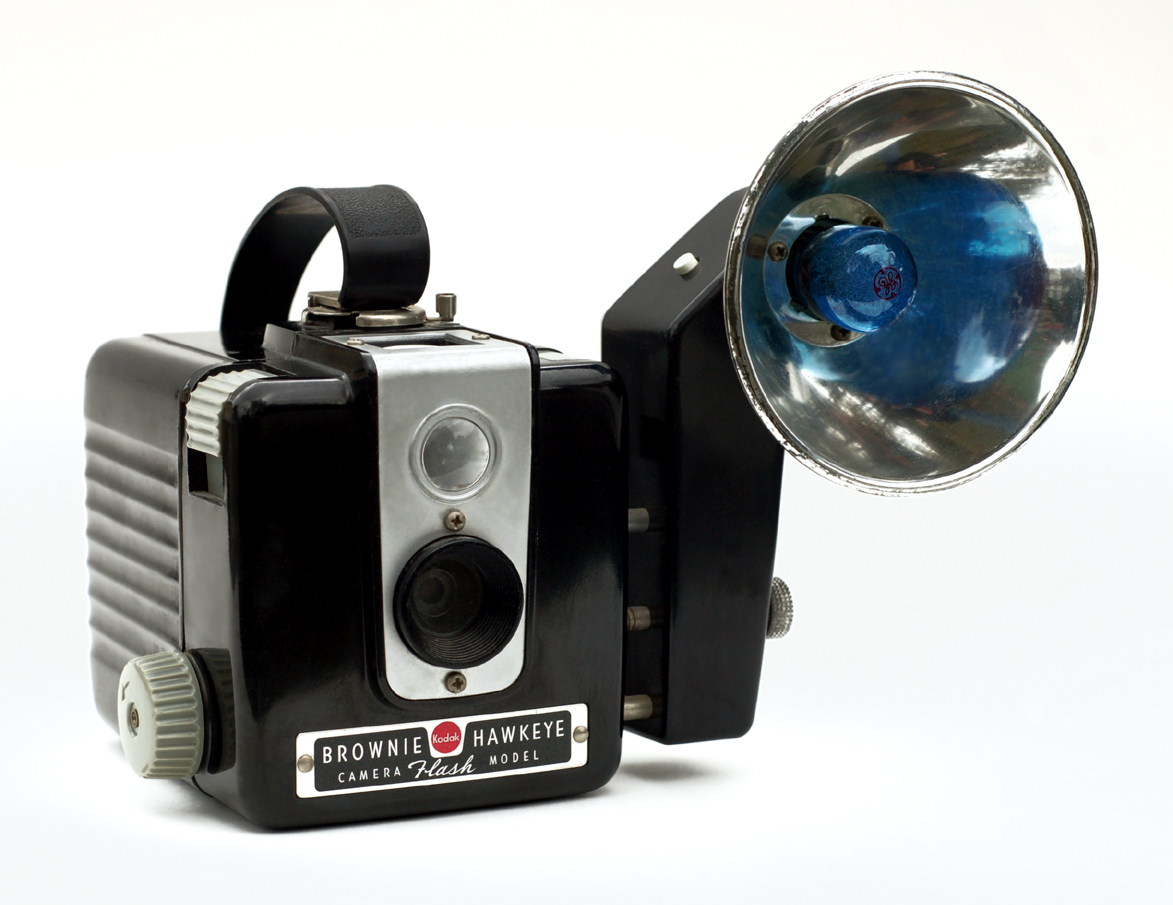
ブローニーホークアイ（1950年発売）。
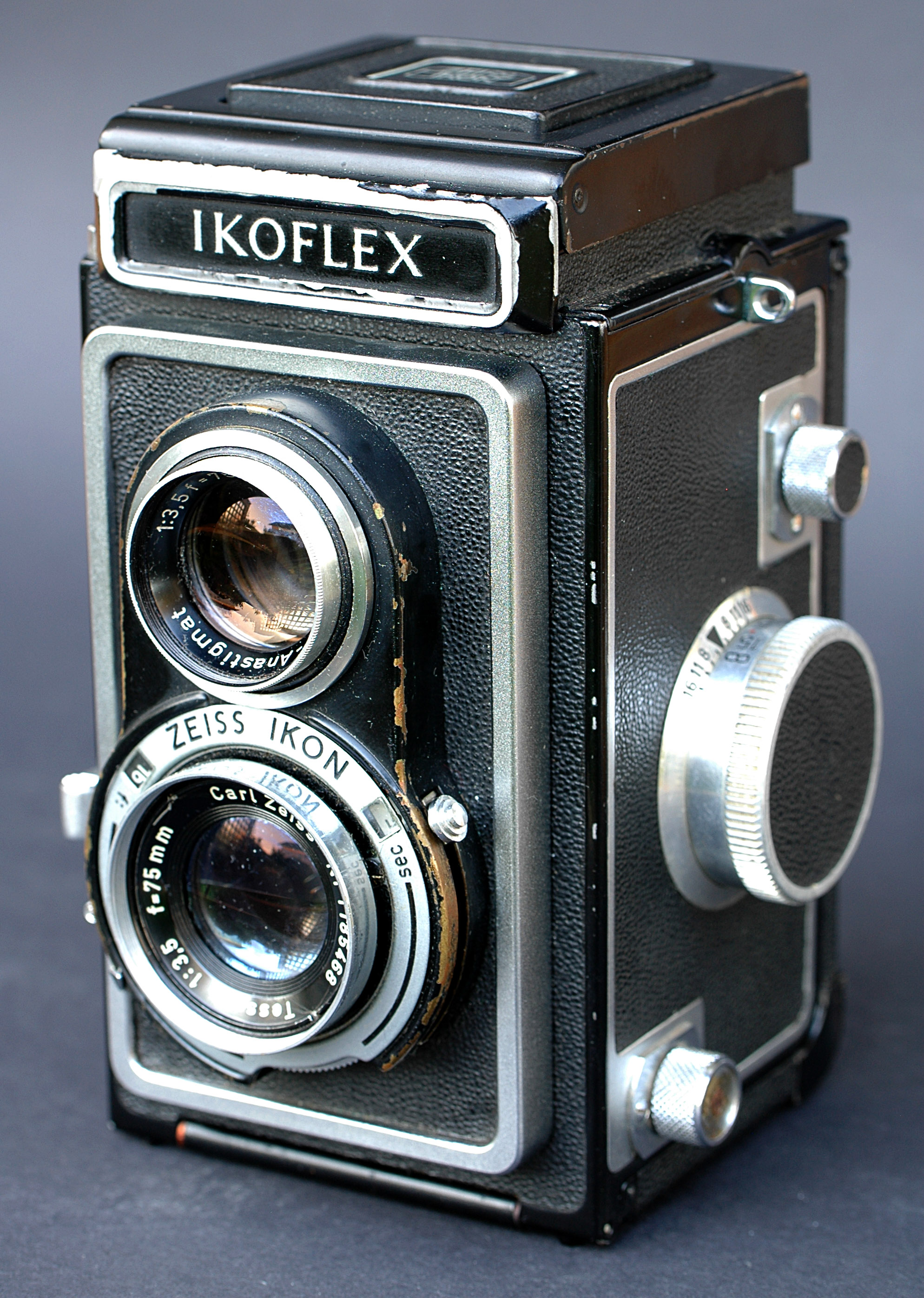
イコフレックス（120フィルム兼用機、ツァイス・イコン, 1934年発売）。
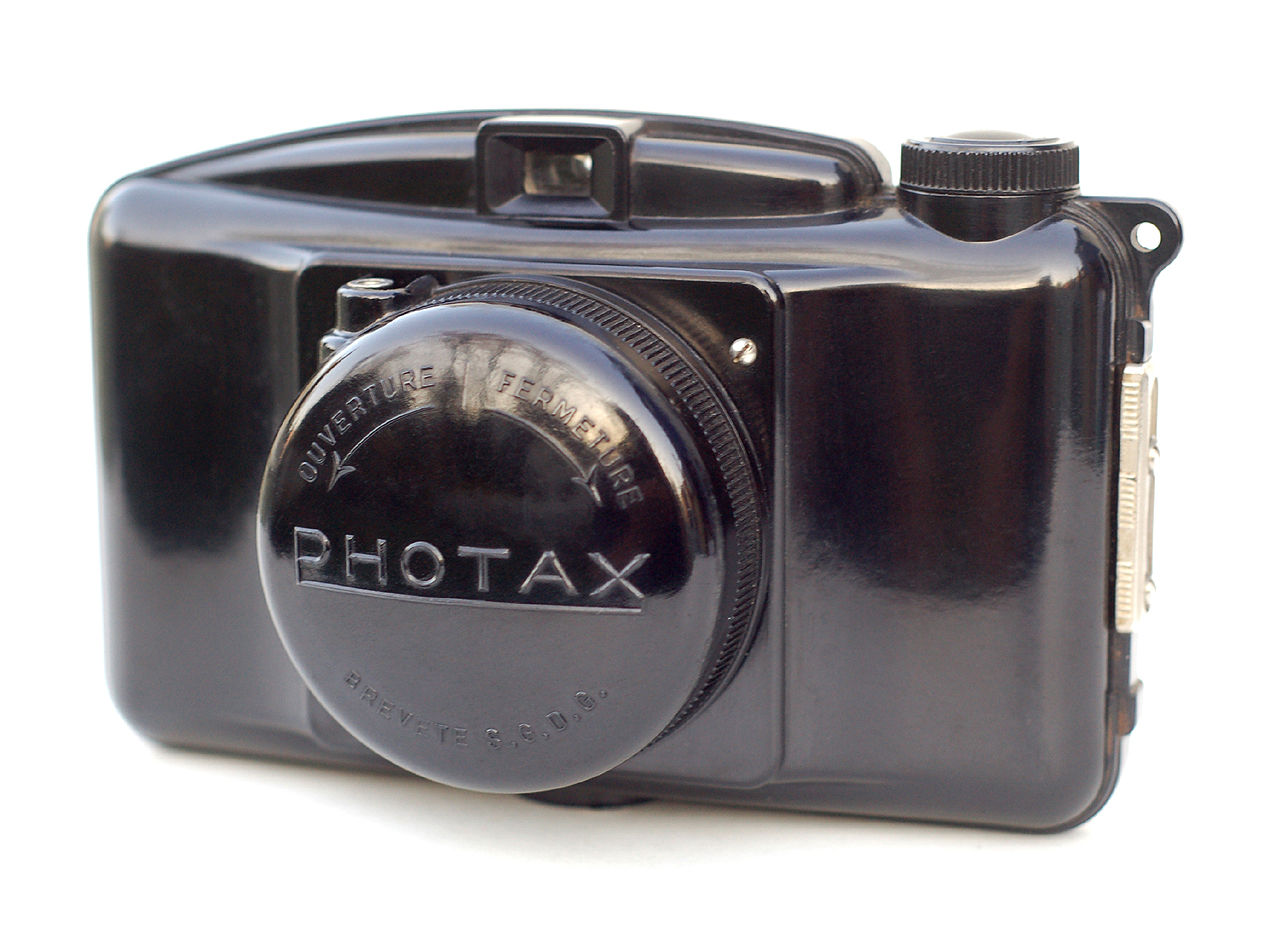
フォタックスIII（MIOM, 1947年発売）。
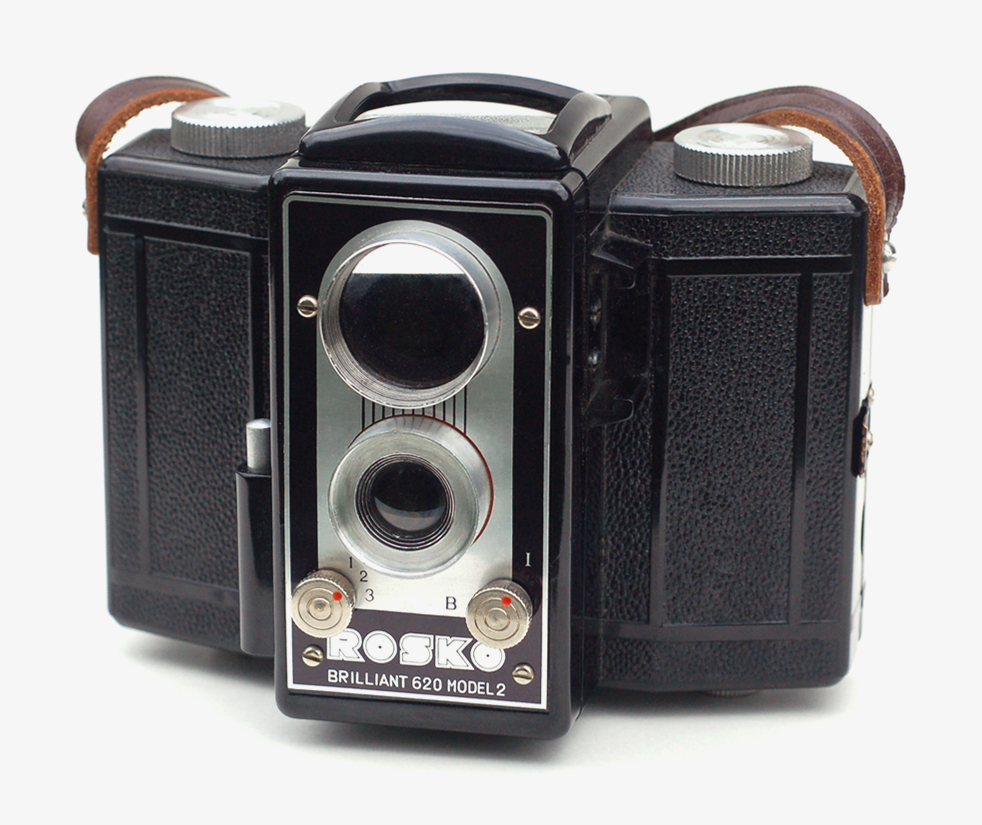
ロスコブリリアント620モデル2（五洋商会, 1950年代）。

コダック
- コダックシックス-20（1932年発売）
- コダックシックス-20フォールディングホークアイ - (1933年発売)
- スーパーコダック620（1938年発売） - 6×9cm判
- コダックデュアフレックスIV（1947年発売）
- コダックシェブロン
- プローニー

ブローニー#620フィルム使用カメラ参照。
- メダリスト

アメリカコダックのフィルムカメラ製品一覧#メダリストシリーズ参照。
ナーゲル
ナーゲル (カメラ)#620フィルム使用カメラ参照。
アンスコ
- アンスコパンダ（英語版） - アンスコ「No.20フィルム」互換機、1939年発売
- アンスコレディフラッシュ620 - アンスコ「No.20フィルム」互換機、1950年発売

ビーコン
- ビーコン225

ツァイス・イコン
- イコフレックス - 「120フィルム」兼用、1934年発売

五洋商会
- ロスコブリリアント620モデル2 - 120フィルム写真機「パルマブリリアントモデル2」の620フィルム版、輸出用写真機、1950年代

MIOM
- フォタックスII - 120フィルム写真機「フォタックス」の620フィルム版、6×9cm判、1938年発売
- フォタックスIII - 同上、6×9cm判、1947年発売
- フォタックスIV - 同上、6×9cm判、1951年発売
- フォタックスV - 同上、6×9cm判、1956年発売
- フォタックスVI - 同上、6×6cm判、1960年発売

フィリップス
- フィリップスボックスフラッシュ - 6×6cm判、1950年発売